# 卡利梅特
卡利梅特是古巴的城鎮，属馬坦薩斯省，始建於1867年，面積958平方公里，海拔高度30米，2004年人口29,736，人口密度為每平方公里31.0人。